# Harewa (Éthiopie)
Cet article concerne une ville éthiopienne. Pour la commune du Népal, voir Harewa.
Harewa, également transcrit Arawa  ou Harrouah, est une ville de l'est de l'Éthiopie située dans la zone Siti de la région Somali. Elle fait partie du woreda Shinile et compte 3 836 habitants en 2007.
Cette ville se situe vers 800 m d'altitude, une quarantaine de kilomètres au nord de Shinile et de Dire Dawa,.
Avec 3 836 habitants recensés en 2007, elle est la troisième agglomération du woreda Shinile après Shinile et Adigala.
Harewa est desservie par une gare sur la ligne d'Addis-Abeba à Djibouti.